# Klévisson Viana
Klévisson Viana, nome completo: Antônio Klévisson Viana Lima, (Quixeramobim, 3 novembre 1972), è un poeta e scrittore brasiliano, specializzato nella Letteratura di cordel.

## Biografia
Nato a Quixeramobim, nello Stato del Ceará, il 3 novembre 1972, è da sempre studioso di musica e letteratura popolare e autore di fumetti brasiliani.
È membro dell'Academia Brasileira de Literatura de Cordel - ABLC (Rio de Janeiro-RJ), dove occupa il seggio nº 11.
Attualmente è anche disegnatore di cartoni animati e gestisce la Tupynanquim Editora, specializzata nelle edizioni di Letteratura di cordel. Nel 1995, ha fondato la casa editrice Tupynanquim. La sua opera Romance da Quenga que Matou o Delegado fu adattata per il programma Brava gente!, della Rede Globo.

## Opere
- O príncipe do Oriente e o Pássaro Misterioso (cordel)
- Os Miseráveis em Cordel (cordel)
- As Aventuras de Dom Quixote (cordel)
- Lampião era o Cavalo do Tempo Atrás da Besta da Vida (fumetti)
- A Moça que Namorou com o Bode (fumetti)
- Carta de um jumento a Jô Soares (con Arievaldo Viana)
- João da Viola e a Princesa Interesseira (cordel)
- O Divórcio da Cachorra (con Arievaldo Viana)
- O Boi dos Chifres de Ouro ou O Vaqueiro das Três Virtudes (cordel)
- Artimanhas de Pedro Malasartes e o Urubu Adivinhão (cordel)
- Os Três Mosqueteiros em cordel (cordel)
- A batalha de Oliveiros com Ferrabrás (fumetti)
- A Verdadeira História de Lampião e Maria Bonita (con Rouxinol do Rinaré)